# 我为祖国献石油
我为祖国献石油是一首由中国男中音歌唱家刘秉义首先演唱，秦咏诚作曲，薛柱国作词，表现中国石油工人的歌曲。

## 大事记
- 1958年，词作者薛柱国（时为玉门石油文工团曲艺演员）创作诗歌《我为祖国献石油》。
- 1960年，薛柱国转到大庆油田工作，做了一名外线电工。《我为祖国献石油》在大庆石油会战指挥部的一本宣传册上发表。
- 1964年3月，曲作者秦咏诚陪同李劫夫[注1]到大庆油田打出第一口井的1205钻井队体验生活，大庆石油会战指挥部党委宣传部征集了大量歌词请在油田体验生活的作曲家们谱曲，秦咏诚选中了《我为祖国献石油》歌词。2010年3月，秦咏诚介绍，他当时挑选好歌词，谱曲只用了20分钟[1]。

## 歌词
锦绣河山美如画
祖国建设跨骏马
我当个石油工人多荣耀
头戴钢盔走天涯
头顶天山大风雪
脚踩戈壁大风沙
嘉陵江边迎朝阳
昆仑山下送晚霞
天不怕，地不怕
风吹雨打任随他
我为祖国献石油
哪里有石油
哪里就是我的家

## 歌曲内容和特点
歌曲内容以石油工人为主题，表现了中国石油工人的乐观、勇敢、为祖国奉献的精神。歌曲采用C大调2/4拍结构，主要适用四度以内的音程，构成三个主要乐段。结尾处使用中国传统民族戏曲中的“甩腔儿”唱法来表现“家”字和“乐”字，成为了这首歌的一个特色。

## 其他相关
薛柱国1997年去世后，其女儿薛蔚整理出版的一本薛柱国歌词集就是以该曲命名：《我为祖国献石油：著名词作家薛柱国作品选》。